# Orbital Skyhook
Orbital Skyhook — концепция инженерного сооружения для безракетного запуска грузов в космос, разновидность космической пращи. Конструкция должна состоять из вращающегося спутника, находящегося на околоземной орбите, и двух достаточно длинных тросов, расходящихся от него в разные стороны. Skyhook должен вращаться в плоскости своей орбиты, так чтобы тросы соприкасались с планетой (атмосферой или её верхней границей) при каждом обороте. При этом скорость вращения конструкции частично или полностью компенсирует орбитальную скорость. В целом Skyhook напоминает две спицы на гигантском колесе обозрения, катящемся вдоль поверхности земли с орбитальной скоростью. Предполагается, что на трос Skyhook можно подвешивать грузы с гиперзвуковых самолётов, аналогичных X-15. 
Ближайшим аналогом Skyhook является космический лифт, но достоинством проекта Skyhook является реализуемость уже при существующих технологиях и материалах. Недостатком является то, что на запуск спутников Skyhook расходует энергию своего движения, снижая орбиту после каждого рабочего цикла, и эту энергию будет необходимо как-то восполнять.
Конструкция Skyhook работает как гигантский маховик — накопитель вращательного момента и кинетической энергии. На запуск спутников Skyhook расходует энергию своего движения, снижая орбиту после каждого запуска груза на орбиту. Для восполнения запаса энергии предполагается, наоборот, спускать грузы с орбиты на Землю. Помимо восполнения запаса энергии это также снижает тепловые нагрузки при входе космического аппарата в атмосферу. Таким образом, если грузопоток будет равен в обоих направлениях (на орбиту/с орбиты), то Skyhook будет нуждаться только в восполнении энергии на аэродинамическое торможение в верхних слоях атмосферы. Если же поток грузов "за Землю" будет превышать грузопоток "на орбиту" (например, при добыче полезных ископаемых на астероидах и доставке на Землю), Skyhook не будет нуждаться во внешнем источнике энергии; наоборот, потребуется выводить больше грузов в космос, чтобы не превысить предельную скорость вращения троса. Это изобретение сможет стать как отправной точкой для межпланетных путешествий, так и повышение шанса на добычу минералов из астероидов.